# 이제 그만 끝낼까 해
《이제 그만 끝낼까 해》(영어: I'm Thinking of Ending Things)는 2020년 넷플릭스에서 공개된 미국의 심리 공포 영화로, 찰리 코프먼 감독의 작품이다. 캐나다 작가 이언 리드의 데뷔작인 동명 소설이 원작이다. 제시 플레먼스가 주인공 제이크 역을, 그리고 제시 버클리, 토니 콜렛, 데이비드 슐리스가 제이크의 여자친구와 부모님 역을 맡는다.

## 줄거리
주인공 제이크는 대학생인 여자친구와 함께 차를 몰고 시골 농장에 사는 부모님을 만나러 간다. 7주를 연애한 여자친구는 제이크를 좋은 남자로 평가하지만, 계속해서 느끼는 미묘한 어긋남 때문에 이별을 생각하고 있다. 어딘지 어색한 분위기가 감도는 자동차 안에서 제이크는 어렸을 때 배운 워즈워스의 시를 이야기하고, 시에 나오는 소녀 '루시'의 이름을 따라 여자친구를 '루시'라고 부른다. 여자친구에게 '루시'라는 이름의 친구에게서 전화가 걸려오지만 여자친구는 무시한다.
두 사람은 눈길을 헤치고 농장에 도착한다. 제이크의 어머니가 2층 창 밖으로 계속해서 손을 흔들지만, 제이크는 바로 들어가지 않고 여자친구에게 돼지우리를 구경시켜준다. 그곳에는 돼지가 누워 있다가 구더기가 꼬인 자리가 있었다. 집 안에서 제이크는 부모님을 부르지만 바로 나오지 않고, 대신 강아지 '지미'가 반겨준다. 곧 제이크의 부모님이 나와서 여자친구를 '루이사'라고 부른다. 저녁이 되어 부모님은 성대한 저녁상을 차린다. 제이크는 어째선지 부모님께 퉁명스럽게 대하고, 여자친구가 분위기를 풀기 위해 취미인 풍경화 이야기와 제이크를 처음 만났을 때의 이야기를 한다. 식사 중에 여자친구는 '루시'로부터 메시지를 받는다.
여자친구는 집 벽에 붙은 사진들을 구경하다 자신의 사진을 발견한다. 부모님이 초콜릿 케이크를 후식으로 내온다. 어머니는 이명 현상으로 고통받고 있다고 이야기하고, 여자친구는 이번에는 '이본'이라는 친구로부터 의문의 전화를 받는다. 가족의 대화에서 여자친구의 이름과 직업은 계속해서 달라진다. 여자친구가 눈을 돌리자 모두가 어느 새 사라지기도 하고, 제이크의 부모님이 젊은 시절로 나타나기도 하고, 치매를 앓는 노년의 모습으로 나타나기도 한다. 어머니로부터 빨랫감을 받아든 여자친구는 지하실에 있는 세탁기를 열었다가 고등학교 경비원의 유니폼을 여러 벌 꺼내고 또 자신의 풍경화가 제이크의 이름이 적혀 잔뜩 쌓여 있는 것을 발견한다. 그리고 또 다시 의문의 전화가 걸려 온다.
여자친구는 임종 직전의 어머니를 간호하는 제이크를 설득해서 눈이 더 많이 오기 전에 농장을 떠난다. 스노우체인을 치고 한치 앞이 안 보이는 폭설을 헤치고 돌아가는 길에, 제이크는 아이스크림 가게 '털시 타운'을 들른다. 가게에서 젊고 경박한 여자 종업원들이 나오자 제이크는 그들을 피하고, 여자친구가 대신 아이스크림을 주문한다. 비교적 침착한 다른 여종업원은 팔뚝에 잔뜩 멍이 들었는데, 여자친구에게 잘 알 수 없는 경고를 해준다.
다시 길을 가던 중 제이크는 아이스크림 컵을 버리겠다며 모교인 고등학교에 들른다. 차 안에 있던 둘은 사소한 문제로 다투다가 금세 키스를 시작한다. 그때 제이크는 누군가가 보고 있는 느낌이 들었다며 차에서 나와 학교 건물로 들어가 버린다. 여자친구는 제이크를 기다리다가 그가 나오지 않자 찾으러 간다. 학교 복도에서 늙은 경비원을 마주친 여자친구는 제이크를 보았냐고 물으려다가, 곧 자기와는 아무 상관도 없는 사람인 양 제이크를 헐뜯는다. 맞은 편 복도에서 제이크와 여자친구가 마주보고, 두 사람과 똑같은 옷을 입은 남녀가 나타나 뮤지컬 《오클라호마!》를 재현한 발레를 선보인다. 발레는 경비원이 나타나 남자를 죽임으로써 끝이 난다.
다음 장면에서 경비원은 차 안에서 홀로 환각을 경험한다. 그는 알몸이 되어 학교에 들어가고 구더기가 낀 돼지가 그를 인도한다. 그 다음으로 무대에서 노벨상을 받은 노년의 제이크가 《오클라호마!》를 공연하고 노래가 끝나자 이제까지의 인물들이 노년이 된 모습으로 기립박수를 보낸다. 다음날 아침 경비원의 차는 눈이 수북이 쌓여 있는 장면으로 영화가 끝난다.

## 출연진
- 제시 플레먼스 - 제이크 역
- 제시 버클리 - 여자친구 역 (루시, 루이사, 루치아, 에임스)
- 토니 콜렛 - 어머니 역
- 데이비드 슐리스 - 아버지 역
- 가이 보이드 - 학교 경비원
- 라이언 스틸, 유니티 펠런 - 춤추는 남녀
- 해들리 로빈슨 - 로런 / 털시 타운 종업원 1
- 거스 버니 - 엘러 고모 / 털시 타운 종업원 2
- 애비 퀸 - 털시 타운 종업원 3
- 콜비 미니피 - 이본
- 제이슨 랠프 - 님로드
- 올리버 플랫 - 의문의 목소리

## 제작 과정
2018년 1월 찰리 코프먼 감독이 소설을 원작으로 넷플릭스용 영화를 만든다고 발표되었다. 그 해 12월 브리 라슨과 제시 플레먼스가 주연으로 캐스팅되었으나, 이듬해 3월 라슨이 하차하고 제시 버클리, 토니 콜렛, 데이비드 슐리스가 새로 캐스팅되었다.
2019년 3월 13일부터 뉴욕 피시킬에서 촬영이 시작되었고, 4월 29일 종료되었다.